# HD 8388
HD 8388，又名BD+19 226，SAO 74682、HR 397，是一颗恒星，视星等为5.97，位于銀經132.99，銀緯-41.78，其B1900.0坐标为赤經1h 18m 0.6s，赤緯+19° -41.78′ 48″。